# Мотідзукі (1927)
Мотідзукі (Mochizuki, яп. 望月) — ескадрений міноносець Імперського флоту Японії, який брав участь у Другій світовій війні.
Корабель, який став одинадцятим (за датою закладання) серед есмінців типу «Муцукі», спорудили у 1927 році на верфі Uraga Dock.

## Історія служби
На момент вступу Японії до Другої світової війни «Мотідзукі» належав до 30-ї дивізії ескадрених міноносців, яка підпорядковувалась Четвертому флоту. Останній мав головну базу на атолі Трук у центральній частині Каролінських та на початковому етапі війни здійснив ряд операцій для розширення японського контролю в Мікронезії та вторгнення до Меланезії.
29 листопада — 3 грудня 1941-го, ще до початку бойових дій, «Мотідзукі» разом з іншими кораблями своєї дивізії перейшов з Труку на атол Кваджелейн (Маршаллові острови). 8 грудня він рушив далі в межах плану по оволодінню островом Вейк (вісім сотень кілометрів на північ від Маршаллових островів). Доволі неочікувано операція пішла невдало, 11 листопада при спробі наблизитись до острова були втрачені два есмінці (в тому числі один із 30-ї дивізії), після чого японський загін повернувся на Кваджелейн.
23 грудня 1941-го «Мотідзукі» вирушив до Вейку у складі значно потужнішого з'єднання, яке на цей раз захопило острів без якихось ускладнень.
Після повернення з Вейку «Мотідзукі» разом з іншими кораблями дивізії 31 грудня 1941 — 3 січня 1942 ескортував конвой з Кваджелейна на Трук, а 8—12 січня разом зі ще одним есмінцем супроводив конвой транспортних суден до Гуаму (Маріанські острови). На Гуамі судна прийняли бійців японської армії, виділених для операції по оволодінню архіпелагом Бісмарка та рушили до атола Волеаї (центральна частина Каролінських островів за шість з половиною сотень кілометрів на південь від Гуама та за вісім з половиною сотень кілометрів на захід від Труку), де перебували 16—17 січня. Тут вони зустрілись з додатковим загоном, який прибув з Труку, та рушили у південно-східному напрямку.
23 січня 1942-го «Мотідзукі» та інші кораблі дивізії прикривали висадку в Рабаулі на східному завершенні острова Нова Британія (тут створять головну передову базу у архіпелазі Бісмарка, з якої два роки провадитимуться операції на Соломонових островах та сході Нової Гвінеї). Протягом доби опір союзних сил був подоланий. Після цього «Мотідзукі» більш як два тижні ніс патрульно-ескортну службу в околицях Рабаула.
9 лютого 1942-го 30-та дивізія супроводжувала загін, який доправив японський десант до півострова Сурумі (центральна частина південного узбережжя Нової Британії), де японці захопили невеличкий австралійський аеродром у Гасматі (після розширення його перетворили на резервний майданчик, призначений для забезпечення аварійних посадок літаків).
У першій декаді березня 1942-го «Мотідзукі» та ще 5 есмінців і 3 легкі крейсери вирушили з Рабаулу у супроводі загону, який мав доправити десант на Нову Гвінею в район Лае – Сааламауа (на сході острова у глибині затоки Хуон), при цьому є відомості, що безпосереднім завданням «Мотідзукі» був ескорт переобладнаного гідроавіаносця «Кійокава-Мару». Висадка 8 березня не зустріла спротиву, проте 10 березня японський загін став ціллю для американської авіаносної авіації. Ряд допоміжних суден були втрачені, половина бойових кораблів загону зазнала пошкоджень (в тому числі був важко пошкоджений «Кійокава-Мару»), але саме «Мотідзукі» у цьому бою не постраждав.
28 березня — 1 квітня 1942-го «Мотідзукі» взяв участь у операції, під час якої на заході Соломонових островів зайняли якірну стоянку Шортленд — прикриту групою невеликих островів Шортленд акваторію біля південного завершення острова Бугенвіль (надалі під час кампанії на Соломонових островах саме тут аж до осені 1943-го перебуватиме передова база легких сил та пункт перевалювання вантажів для їхнього подальшого відправлення далі на схід).
8 квітня 1942-го «Мотідзукі» та інші есмінці дивізії супроводжували сили, що зайняли острів Манус у групі островів Адміралтейства (шість сотень кілометрів на північний захід від Рабаула, поблизу комунікацій, які вели до архіпелагу Бісмарка з Труку та іншого важливого транспортного хабу Палау).
На початку травня 1942-го «Мотідзукі» задіяли у операції з оволодіння Порт-Морсбі, при цьому його разом зі ще 5 есмінцями та легким крейсером включили до загону адмірала Кайоки. Завданням останнього було прикриття транспортного конвою, який 4 травня рушив із Рабаула. Надалі танкери залишили на стоянці Шортленд під охороною одного есмінця, тоді як транспорти з військами та більшість кораблів Кайоки попрямували у південно-західному напрямку через Соломонове море.
5 травня американське авіаносне угруповання потопило японський легкий авіаносець «Сьохо» із групи підтримки. Надвечір наступної доби Кайока вирішив відшукати та атакувати ворожі кораблі, які, на його думку, перебували у протоці Джомард (відділяє південно-східне завершення Нової Гвінеї від архіпелагу Луїзіади). Спершу адмірал рушив на пошуки ворога з легким крейсером та двома есмінцями, проте за дванадцять годин (уже настало 7 травня) повернувся до конвою. У цьому проміжку, незадовго до опівночі, Кайока наказав трьом есмінцям 30-ї дивізії (в тому числі й «Мотідзукі») полишити транспортні судна. Упродовж 7—8 травня дивізія діяла окремо, при цьому не мала якихось контактів із ворогом. Надвечір 7 травня її кораблі провели пошуки вцілілих з «Сьохо» (есмінцю ««Яйой»» вдалось підібрати двох виживших), а вранці 9 травня наздогнали транспортні судна, які вже підходили до Рабаула після скасування операції (останнє рішення прийняли після битви в Кораловому морі, в якій 8 травня зіткнулись авіаносні з'єднання сторін).
Вже 11 травня 1942-го «Мотідзукі» вийшов у море, супроводжуючи разом з двома іншими есмінцями загін, який мав узяти під контроль острови Науру та Оушен. У ніч на 12 травня в районі за кілька десятків кілометрів на південний схід від острова Нова Ірландія підводний човен торпедував один з кораблів загону — мінний загороджувач «Окіносіма». «Мотідзукі» узяв торпедований корабель на буксир (за іншими даними, буксирування здійснював переобладнаний легкий крейсер «Кінрю-Мару») та повів його до Буки (порт на однойменному острові біля північного завершення значно більшого острова Бугенвіль). Втім, за пару годин «Окіносіма» затонув. 13 травня загін, який поповнився іншим мінним загороджувачем та легким крейсером, знову рушив до Науру, проте 15 травня надійшло повідомлення про перебування у регіоні американського авіаносного з'єднання (це були авіаносці «Ентерпрайз» та «Хорнет», які не встигли прибути вчасно, щоб узяти участь у битві в Кораловому морі). На основі цієї інформації японці скасували операцію по оволодінню Науру (лише у серпні, після висадки американців на Гуадалканалі, вони повернуться до питання розширення контролю на сході Мікронезії).
13—16 червня 1942-го «Мотідзукі» ескортував якийсь конвой з Палау на Трук, а 6—13 липня здійснив перехід з Труку до Сасебо. До 27 серпня він проходив тут доковий ремонт, одразу після якого попрямував до Рабаула. За час його відсутності в Океанії союзники висадились на Гуадалканалі, втім, «Мотідзукі» спершу задіяли для операцій на Новій Гвінеї, де наприкінці серпня японці спробували оволодіти районом Мілн-Бей на південно-східному завершенні острова. 11 вересня «Мотідзукі» разом з двома іншими есмінцями намагався зняти невеличкий японський загін, який потрапив у скрутне становище на острові Гуденаф (сотня кілометрів на північ від Мілн-Бей), проте унаслідок дій ворожої авіації один з кораблів — «Яйой» із тої ж 30-ї дивізії — затонув, а два інші були вимушені повернути назад.
17 вересня 1942-го «Мотідзукі» прийняв у Буні (на східному узбережжі півострова Папуа, за три сотні кілометрів на північний захід від Мілн-Бей) біля сотні поранених бійців та доправив їх на базу (можливо відзначити, що з кінця липня японці намагались прорватись із Буни до розташованого на протилежному, західному узбережжі півострова Порт-Морсбі, проте після тривалих боїв були вимушені припинити операцію).
22 вересня «Мотідзукі» разом з есмінцем «Ісокадзе» зустрів біля центральної частини південного узбережжя Нової Британії човен з кількома моряками «Яйой», які повідомили, що багато членів екіпажу останнього попливли до узбережжя острова Норманбі (півсотні кілометрів від входу до Мілн-Бей). Есмінці попрямували сюди та в ніч проти 23 вересня протягом 1,5 години намагались знайти моряків з «Яйой», подаючи сигнали прожекторами та сиренами. Втім, ці пошуки завершились безрезультатно і кораблі були вимушені повернутись до Рабаула. За кілька діб японський літак помітив на узбережжі Норманбі групу з десятка осіб, яка могла бути тими самими моряками. В ніч проти 26 вересня вони були евакуйовані «Мотідзукі» та «Ісокадзе», які 27 вересня прибули у Рабаул.
11—12 жовтня 1942-го «Мотідзукі» та ще два есмінці супроводили важкий крейсер «Тьокай» з Рабаулу до Шортленду. 13 жовтня «Мотідзукі» разом з іншим есмінцем вийшли з Шортленду для супроводу важких крейсерів «Тьокай» та «Кінугаса», у ніч проти 15 жовтня цей загін провів обстріл аеродрому Гендерсон-Філд на Гуадалканалі, після чого повернувся до Бугенвілю.
У наступні місяці мало не найголовнішим завданням для «Мотідзукі» були транспортні рейси (взагалі, через несприятливий розвиток подій доставка підкріплень та вантажів на швидкохідних есмінцях до району активних бойових дій стала типовою для японського флоту в кампанії на Соломонових островах). Так, 2, 5 та 8 листопада 1942-го він виходив для рейсів на Гуадалканал. Під час останнього з них «Мотідзукі» належав до охорони загону та вступив у бій з торпедними катерами. Один з них поцілив есмінець торпедою, проте вона не здетонувала. «Мотідзукі» своєю чергою зміг пошкодити артилерійським вогнем торпедний катер PT-61.
13 листопада «Мотідзукі» був залучений до супроводження великого конвою транспортних суден з Шортленду до Гуадалканалу (цей рух призвів до вирішальної морської битви біля острова, в якій японці зазнали поразки). 14 листопада після проходження між островами Санта-Ісабель і Нью-Джорджія конвой став ціллю для авіанальотів, внаслідок яких з одинадцяти транспортів були потоплені шість та пошкоджений один. «Мотідзукі» разом з есмінцем «Амагірі» врятували 1500 осіб з «Канберра-Мару» та «Нагара-Мару», після чого супроводили пошкоджений «Садо-Мару» до Шортленду (він буде потоплений на цій стоянці всього за кілька діб і стане одинадцятим та останнім втраченим судном конвою — ще чотири в ніч проти 15 листопада викинулись на узбережжя Гуадалканалу).
17—20 листопада 1942-го «Мотідзукі» супроводжував з Шортленда на Трук легкий крейсер «Ісудзу», пошкоджений у битві біля Гуадалканалу, а 12—13 грудня ескортував з Кавієнга (друга за значенням японська база у архіпелазі Бісмарка на північному завершенні Нової Ірландії) до островів Адміралтейства та назад важкі крейсери «Кумано» та «Судзуя», залучені до перевезення військ.
18 грудня 1942 «Мотідзукі» разом зі ще одним есмінцем здійснив рейс для доставки підкріплень з Рабаулу до Фіншхафену на Новій Гвінеї (на східному завершенні півострова Хуон). У цьому поході есмінець зазнав незначних пошкоджень унаслідок повітряної атаки.
8 січня 1943-го «Мотідзукі» і міноносець «Оторі» ескортували транспорт «Сейя-Мару» (Seia Maru), який перевозив будівельний загін з Рабаула до острова Коломбангара у архіпелазі Нью-Джорджія (центральна частина Соломонових островів). А 15 січня есмінець разом з мінним загороджувачем «Цугару» виконав рейс для доставки підрозділу протиповітряної оборони до затоки Реката-Бей на північному узбережжі острова Санта-Ісабель (тут, північніше від Нью-Джорджії, містилася база японської гідроавіації).
2 лютого 1943-го «Мотідзукі» прибув до Японії, де до 23 лютого проходив ремонт у Сасебо (тут він отримав додаткове зенітне озброєння — спарену установку 25-мм автоматів). 1—10 березня корабель пройшов через Трук до Рабаула.
12 березня «Мотідзукі» вийшов з бази для супроводження конвою на Палау. 15 березня конвой був атакований підводним човном, якому вдалось уразити два судна. Одне з них затонуло, а друге було полишене екіпажем. 18 березня, коли загін був уже неподалік від Палау, «Мотідзукі» і транспорт Тоней-Мару відділились від нього та попрямували назад, оскільки пошкоджене Флорида-Мару все ще трималось на плаву. 24 березня Флорида-Мару довели до якірної стоянки Мьове біля острова Новий Ганновер (невдовзі його вдалось перемістити у Кавієнг, де вже 1 квітня судно загине при нальоті авіації).
У наступні кілька місяців «Мотідзукі» переважно виконував транспортні функції і здійснив рейси 28-29 березня (разом з есмінцями «Амагірі» та «Югірі» до Реката-Бей), 2—3 квітня (з «Амагірі» та «Юкікадзе» до Рекати та Буки — порта на однойменному острові біля північного завершення Бугенвілю), 7 квітня (до Рекати з «Амагірі»), 28—30 квітня (з «Амагірі» та «Югірі із Рабаула через Шортленд до Рекати і Буки), 3—4 травня (з «Амагірі» та «Югірі» до Рекати і Буки), 6—7 травня (до Рекати та Буки), 10 травня (до Рекати), 27—29 травня (із Рабаула через Шортленд до Рекати і Буки).
На початку червня 1943-го «Мотідзукі» здійснив два рейси з Рабаула у західному напрямку, до Тулуву на мисі Глочестер (західне завершення острова Нова Британія) — 4 червня (разом з «Амагірі» і «Сацукі») та 6 червня (з «Нагацукі»).
26—27 червня 1943-го «Мотідзукі» здійснив рейс з Рабаула через Шортленд до Коломбангари (разом з «Сацукі» та «Юнагі»). 30 червня американці здійснили висадку у цьому архіпелазі на Нью-Джорджії і 2 липня «Мотідзукі» ходив до острова Рендова (біля південного узбережжя Нью-Джорджії) для артилерійської підтримки.
За кілька діб «Мотідзукі» у складі загону із 10 есмінців вирушив у транспортний рейс до Коломбангари. Вже після висадки у ніч на 6 липня 1943-го сталось зіткнення з ворожим з'єднанням, відоме як битва у затоці Кула. Під час нього «Мотідзукі» вів бій з есмінцями USS Radford та USS Nicholas, під час якого отримав невеликі пошкодження від артилерійського вогню. 18 липня під час перебування на стоянці Шортленд есмінець знову отримав певні пошкодження унаслідок повітряної атаки.
У середині серпня 1943-го «Мотідзукі» прибув до Японії, де до 18 вересня проходив ремонт на верфі у Сасебо. При цьому з нього зняли одну із гармат головного калібру та встановили дві строєні і одну спарену установки 25-мм зенітних автоматів. 21 вересня есмінець рушив із Сасебо назад до Рабаула.
У Меланезії «Мотідзукі» знову залучили до транспортних рейсів. 7 жовтня 1943-го разом з «Амагірі» та «Сацукі» він здійснив похід до півострова Сурумі (центральна частина південного узбережжя Нової Британії), де японці мали резервний аеродром у Гасматі, призначений для забезпечення аварійних посадок літаків, які здійснювали операції на Новій Гвінеї (можливо відзначити, що цієї ж доби інший загін есмінців евакуював останніх японських бійців з архіпелагу Нью-Джорджія, куди протягом 1943-го багаторазово ходив «Мотідзукі»).
12 жовтня 1943-го есмінець зазнав певних пошкоджень від близького розриву під час великого нальоту ворожої авіації на Рабаул (започаткував повітряний наступ союзників у межах зусиль з нейтралізації цієї передової бази), а 21 жовтня разом з «Амагірі» здійснив похід до Буки.
23 жовтня 1943-го «Мотідзукі» вирушив разом з есмінцем «Удзукі» у транспортний рейс до затоки Jacquinot Bay (на південному узбережжі Нової Британії дещо менше за дві сотні кілометрів на південний захід від Рабаула). 24 жовтня він став тут ціллю повітряної атаки та був потоплений унаслідок прямого влучання бомби. Загинуло 10 членів екіпажу, тоді як інших врятував «Удзукі».